# NGC 2663
NGC 2663 ist eine Elliptische Galaxie vom Hubble-Typ E3 im Sternbild Schiffskompass südlich der Ekliptik. Sie ist schätzungsweise 84 Millionen Lichtjahre von der Milchstraße entfernt und hat einen Durchmesser von etwa 90.000 Lichtjahren.
Das Objekt wurde am 8. Februar 1886 von Lewis Swift entdeckt.